# Contea di Xingan
La contea di Xingan (新干县S, Xīngàn XiànP) è una contea della Cina, situata nella provincia di Jiangxi e amministrata dalla prefettura di Ji'an.